# Constantin Kapoustine
Pour les articles homonymes, voir Kapoustine.
Constantin Ivanovitch Kapoustine (en russe : Константин Иванович Капустин ; 1879-1948) est un pilote automobile et de moto russe. 

## Biographie
Il fut notamment le triple vainqueur de la Coupe Petr Belyaev, organisée à trois reprises consécutives, ce dernier pilote ayant remporté la première épreuve motorisée organisée dans l'empire russe le 24 octobre 1898 avec un tricycle Clément, sur le trajet  Saint-Pétersbourg (à Alexandroxskaya, une station ferroviaire de Saint-Pétersbourg)-Strelna-Saint-Pétersbourg (Alexandroxskaya) par la route de Volkhonske, puis ayant décidé ultérieurement d'assurer la nouvelle organisation d'épreuves sur la distance, à trois reprises mais dans un sens inversé. 

## Palmarès
- 2e de Louga-Saint-Pétersbourg (deuxième édition) le 1er juin 1901, sur Gladiator[1];
- 4e de Strel'na-Krasnoe Selo-Gatchina-Strel'na le 9 octobre 1902, sur Prunel 12HP (64 kilomètres, course organisée par le magazine Avtomobil d'Andrei Nagel créé la même année);
- 2e de la Course des Gentlemen[2] de l'Automobile Club de Saint-Pétersbourg le 14 juin 1903, avec Boris Postnikov sur Richard-Brasier 12HP (24,5 kilomètres sur la route de Volkhonske, et première voiture, course organisée par l'Automobile Club de Saint-Pétersbourg, fondé en 1903);
- Strel'na-Alexandroxskaya (Saint-Pétersbourg)-Strel'na le 30 mai 1904, sur motocyclette Saroléa 3HP (par la route de Volkhonske);
- Première Coupe Petr Belyaev le 30 mai[3] 1905, sur Richard-Brasier 12HP (Strel'na-Alexandroxskaya-Strel'na, soit 41,6 kilomètres);
- Sprint sur la route de Volkhonske le 20 août 1905: vainqueur de la verste (1,066 kilomètre) départ lancé sur Richard-Brasier 12HP;
- Deuxième Coupe Petr Belyaev, le 28 août 1906, sur Richard-Brasier 12HP (Strel'na-Alexandroxskaya-Strel'na);
- Troisième Coupe Petr Belyaev, le 1er septembre 1907, sur Renault (Strel'na-Alexandroxskaya-Strel'na).